# Paul Niedermann
Pour les articles homonymes, voir Niedermann.
Paul Niedermann (né le 1er novembre 1927 à Karlsruhe (Allemagne) et mort le 7 décembre 2018) est un juif français, survivant et témoin de la Shoah.
Il est un des Enfants d'Izieu qui quitte la Maison d'Izieu avant la rafle du 6 avril 1944 et qui réussit à passer en Suisse. Il témoigne au procès Barbie en France et en Allemagne sur la Shoah.

## Biographie
Paul Niedermann est né en 1927 à Karlsruhe en Allemagne. En 1940, âgé de 13 ans, il est raflé. Il passe par les camp de Gurs (Basses-Pyrénées) puis au camp de Rivesaltes (Pyrénées-Orientales), avant de s'évader grâce à l'OSE,,,.